# Pica-pau-de-peito-fulvo
Pica-pau-de-peito-fulvo ou pica-pau-de-peito-alourado (Dendrocopos macei) é uma espécie de ave da família Picidae. Ocorre nos seguintes países: Bangladesh, Butão, Índia, Myanmar e Nepal.
O pica-pau-de-peito-sardento já foi considerado coespecífico, mas tem actualmente o estatuto de espécie distinta.